# Santa Monica Municipal Airport

i7
i11
i13
Der Santa Monica Municipal Airport (auch Clover Field, IATA-Code: SMO, ICAO-Code: KSMO) ist der Flughafen der kalifornischen Stadt Santa Monica. Er befindet sich am südlichen Stadtrand und ragt mit seinem nordöstlichen Ende in das Stadtgebiet von Los Angeles.
Der Flughafen wird überwiegend von der Allgemeinen Luftfahrt und als Ausweichflughafen für den benachbarten Los Angeles International Airport genutzt. Auf der einzigen Landebahn können aufgrund der geringen Länge jedoch nur kleinere Maschinen landen. Zahlreiche Flugzeugtypen sind außerdem aus Lärmschutzgründen nicht am Flughafen landeberechtigt, da sich dieser in dicht bebautem Gebiet befindet.

## Geschichte
Der Flughafen wurde nach dem Ersten Weltkrieg gebaut und wurde bald zum Sitz der Douglas Aircraft Company. Am 1. Juli 1933 startete hier der Prototyp der Douglas DC-1 zu seinem Erstflug, gefolgt von der DC-2 am 11. Mai 1934. Der Prototyp der legendären DC-3 schließlich startete vom Clover Field am 17. Dezember 1935 zum Erstflug. Hier wurden 961 DC-3 gebaut (579 zivile und 382 militärische Exemplare), die anderen in Long Beach und Oklahoma City.
Auch die Douglas C-54 Skymaster wurde in Santa Monica produziert, ebenso wie die Douglas A-20 Havoc/Boston.

## Zwischenfälle
- Am 31. Januar 1957 kollidierte eine Douglas DC-7B der US-amerikanischen Douglas Aircraft Company (Luftfahrzeugkennzeichen N8210H) auf einem Testflug 32 Kilometer nordöstlich vom Ausgangspunkt Flugplatz Santa Monica mit einer Northrop F-89D Scorpion der United States Air Force (USAF) (52-1870). Beide Maschinen stürzten aus einer Höhe von 25.000 Fuß (rund 7.600 Metern) ab. Alle 4 Besatzungsmitglieder der DC-7, die einzigen Insassen, kamen ums Leben, ebenso einer der beiden Insassen der Scorpion. Außerdem wurden 3 Menschen auf einem Schulhof getötet.[7]

## Trivia
Auf dem südlichen Vorfeld befindet sich der Barker Hangar, der als Veranstaltungsraum genutzt wird. Unter anderem fand hier schon mehrmals die Verleihung des Critics’ Choice Television Awards statt. Auch die Verleihung der 28. Screen Actors Guild Awards Anfang 2022 wurde in dem Hangar abgehalten. Außerdem fanden die Nickelodeon Kids’ Choice Awards 2022 in dem Hangar statt.